# Grammitis impressa
Grammitis impressa är en stensöteväxtart som beskrevs av Edwin Bingham Copeland. Grammitis impressa ingår i släktet Grammitis och familjen Polypodiaceae. Inga underarter finns listade.